# Molnár Levente (színművész, 1976)
Molnár Levente  (Nagybánya, 1976. március 10. – ) romániai magyar színész.

## Életpályája
1990 és 1995 között elvégezte a Ioan Slavici Tanítóképzőt Szatmárnémetiben. 1997-től a gyergyószentmiklósi Figura Stúdióban színészkedett, majd 1998 és 2002 között a Babeș–Bolyai Tudományegyetem BTK, Színházművészeti Tanszékén tanult színészetet, Hatházi András osztályában.
Az egyetem elvégzése után a Kolozsvári Állami Magyar Színház társulatának lett tagja; 2003-tól egyben óraadó tanár is az egyetem színházművészeti tanszékén. Színházi szerepei mellett 2002-ben és 2003-ban Jakab Melinda koreográfiáján alapuló mozgásszínházi előadásokban vett részt a Gheorghe Dima Zeneakadémián. Rendszeresen részt vesz különféle nemzetközi tánc-, mozgás- és színházművészeti műhelymunkában. Több kis- és nagyjátékfilmben vállalt szerepet, közöttük van Tudor Giurgiu 2012-ben Európai Filmdíjat nyert Superman, Spiderman or Batman című rövidfilmje, Marian Crisan Oscar-jelölésre beválogatott filmdrámája, a Morgen, valamint Nemes Jeles László 2015-ös cannes-i nagydíjas, 2016-os Oscar- és Golden Globe díjas alkotása, a Saul fia.
Folyamatosan végez szereplőválogatást (casting) és színészközvetítő ügynöki munkát, melyhez 2008-ban létrehozta a KoKino ügynökséget.
Magyarul és románul anyanyelvi szinten, angolul felsőfokon, németül középfokon beszél.

## Szerepei

### Színház
- ...Nem bírtok játszani rajtam (Anton Pavlovics Csehov: Hattyúdal és Lakodalom című művei nyomán) – Zsigalov (főiskolai szerep)
- Rainer Werner Fassbinder: A digó – Erich (főiskolai szerep)
- Christopher Hampton: Veszedelmes viszonyok – Danceny (főiskolai szerep)
- Hugo von Hofmannsthal: Jedermann – Akárki (főiskolai szerep)
- Szomory Dezső: Május – Öngyilkos (főiskolai szerep)
- Sütő András: Káin és Ábel – Ádám, 2000
- Éjszakák az ezeregyből – Kászib fia, 2002
- Egressy Zoltán: Kék, kék, kék – Fil, 2002
- S. Anski nyomán: Fehér tűz, fekete tűz – Michael, Aszriel segédje, illetve Második batlán, 2001
- Ion Luca Caragiale: Farsang – Iordache, Girimea segédje, 2002
- Carlo Goldoni: A komédiaszínház – Színházi szolga, akik nem jutnak szóhoz, 2002
- William Shakespeare: Téli rege – XXX, 2003
- Benjamin Britten – Visky András – Selmeczi György: A vasárnapi iskola avagy Noé bárkája – Ábel, illetve Ábel, 2003
- Christopher Marlowe: Doktor Faustus tragikus históriája – Bíboros, 2003
- Pantagruel sógornője (Hommage Rabelais) – Szereplő, 2003
- Luigi Pirandello: Öltöztessük fel a mezteleneket – Franco Laspiga, volt sorhajóhadnagy, 2004
- Henrik Ibsen: A vadkacsa – Kedélyes vendég, 2004
- Paul Portner: Hajmeresztő – Tony Whitcomb, a Hajmeresztô szalon tulajdonosa, 2004
- Barabás Olga: Krimi – Tommy Marston, 2004
- Carlo Goldoni: Velencei terecske – Zorzetto, a fia, 2005
- Georg Büchner: Woyzeck – Katona, 2005
- Feketeszemű rózsák – Vőfély, 2005
- Visky András: Tanítványok – Máté, 2005
- Bertolt Brecht: Kispolgári nász – A barát, 2006
- Visky András: Hosszú péntek – Pörge, 2006
- Énekek éneke – Az éj várfalainak őre, 2007
- Giacomo Puccini: Gianni Schicchi – Egy árny, 2007
- Thomas Bernhard: A vadásztársaság – Első miniszter, 2008
- Henrik Ibsen: Peer Gynt – Begriffendelt professzor, Pincér, Manó illetve Falubeli, 2008
- Danilo Kiš: Borisz Davidovics síremléke – Fegyukin vizsgálóbíró, 2008
- Anton Pavlovics Csehov: Három nővér – Fedotyik, Alexej Petrovics hadnagy, 2008
- William Shakespeare: III. Richárd – Sir Richárd Ratcliff, 2008
- Georg Büchner: Danton halála – Hermann, a Forradalmi Törvényszék elnöke, 2009
- Peca Ştefan – Andreea Vălean – Radu Apostol – Gianina Cărbunariu: Verespatak – Szereplő, 2010
- Marin Držic: Dundo Maroje – Ribillió Rómában – Popiva, Maro szolgája, 2011
- Albert Camus: Caligula – Helicon, 2011
- Felméri Cecília – Lakatos Róbert: Drakulatúra – Szereplő, 2011
- Friedrich Dürrenmatt: A fizikusok – Ernst Heinrich Ernesti, más néven Einstein, páciens, 2012
- Móricz Zsigmond: Nem élhetek muzsikaszó nélkül – Peták, mindenes, 2013
- Bohumil Hrabal: Őfelsége pincére voltam – Tichota úr, kerekesszékes hoteltulajdonos, Gestapo, ill. Nagykövet, 2013
- Roger Vitrac: Viktor, avagy a gyermekuralom – Mária, szobalány, A doktor, ill. A néma hölgy, 2013
- Stephen Sondheim: Sweeney Todd – Jonas Fogg, 2014
- Nagy Ignác – Parti Nagy Lajos: Tisztújítás – Farkasfalvy, alispán, 2014
- Friedrich Dürrenmatt: Az öreg hölgy látogatása – Festő, 2015

### Film
- 2000 – Antigoné (rendező: Hatházi András, operatőr: Dénes Zoltán) -->
- 2002 – Tetemre hívás (kisfilm, rendező: Hatházi András)
- 2002 – Biliárd (rendező: Mészáros Péter)
- 2002 – Ezüst (rendező: Dimény Lóránt)
- 2003 – Any Given Father (kisfilm, rendező: Cristian Carcu)
- 2008 – Altató : Lubally (kisfilm, rendező: Patrubány Csilla)
- 2009 – Parttalan (kisfilm, rendező: Visky Sámuel)
- 2010 – Morgen (nagyjátékfilm, rendező: Marian Crişan)
- 2010 – Boldogulásunkra  (kisfilm, rendező: Szén János)
- 2011 – Radio (kisfilm, rendező: Pünkösti Laura)
- 2012 – Blutsbrüder teilen alles (nagyjátékfilm, rendező: Wolfram Paulus)
- 2012 – Un alt craciun (kisfilm, rendező: Tudor Giurgiu)
- 2013 – Hawaii (kisfilm, rendező: Szabó Mátyás)
- 2013 – Eleven töredék (kisfilm, rendező: Bántó Csaba és Iszlai József)
- 2015 – Saul fia (nagyjátékfilm, rendező: Nemes Jeles László)
- 2015 – Ferry (kisfilm, rendező: Daniel Nickson)
- 2015 – Édesanyám (kisfilm, rendező: Daniel Nickson)
- 2016 – Szürke senkik (történelmi játékfilm, rendező: Kovács István)
- 2017 – Nem történt semmi (kisfilm, rendező: Csoma Sándor)
- 2017 – The Lion (kisfilm, rendező: Sam Buchanan)
- 2018 – Genezis (játékfilm, rendező: Bogdán Ádám)
- 2018 – Napszállta (játékfilm, rendező: Nemes Jeles László)
- 2019 – Apró mesék (történelmi játékfilm, rendező: Szász Attila)
- 2019 – Alvilág (sorozat, rendező: Ujj Mészáros Károly)
- 2019 – Foglyok (játékfilm, rendező: Deák Kristóf)
- 2020 - Hasadék (játékfilm, rendező: Krasznahorkai Balázs)

## Díjak, elismerések
- 2016 : Erdélyi Magyar Kortárs Kultúráért Díj [5]
- 2020 : Magyar Filmkritikusok Díja - legjobb férfi epizódszereplő (Apró mesék; Foglyok) [6]